# プルサティアの伝説
『プルサティアの伝説』（プルサティアのでんせつ）は、森本里菜による日本の漫画作品。また、本作を収録した短編集の表題である。1998年『りぼん』秋のびっくり大増刊号に掲載された。単行本はりぼんマスコットコミックスより刊行。
本項では、単行本の併録作品についても記述。

## あらすじ
中学2年の少女・長畑早智は、放課後にとあるデパートで開催中の「幻のプルサティア遺跡展」へやってきた。早智は歴史が苦手だが、新聞を見て何故か興味を覚えていたのである。
プルサティアは、アトランティスやムーと同じように、一夜にして海に沈んだという太古の島であり、会場内を巡る早智は、見たこともない発掘品に何故か懐かしさを感じていた。
同じ頃、アメリカのスコッデール財閥の御曹司が、護衛つきで会場を巡っていた。ハリウッドで俳優をしているという美貌の青年は、何故か古い宝飾品を収めたガラスケースの前から動けずにいた。そして、不意に早智と彼の目が合った瞬間、会場内が揺れ、早智は彼に庇われたところで気を失う。
そして、早智は夢の中で太古の記憶をたどっていた。彼女はプルサティアにあった小国の王女・ライラの転生者で、あの宝飾品は彼女が恋人から贈られたものだったのである。目覚めた時、早智は医務室のベッドに寝かされており、側には一緒に来た友人と彼の姿があった。彼を見た時、早智は夢の中で見た、王女の恋人で兵士のアルフォードとよく似ていることに気づく。目覚めた早智に近づくと彼は英語で問いかけた。「あなたの今の名前は？」「私を覚えていますか？ライラ」
そう、彼は早智が感じたとおり、アルフォードの転生者だったのである。早智は数千年ごしの再会に感極まり、ベッドを飛び出して彼に抱きついたのだった。

## 登場人物
長畑早智（ながはた さち）
本作の主人公。ごく平凡な中学2年生。歴史や文明は苦手だが、何故か興味を覚えて、友人と共に「幻のプルサティア遺跡展」にやってきた。
ライラ
プルサティアの小国・リトリー王国の王女。お転婆で、乗っていた馬が暴れたところをアルフォードに救われて以来、護身目的で剣を習う。
隣国・ガルディア帝国の侵略に対抗するべく、もうひとつの隣国・ルーザ国の王子と結婚することになるが、式の当日、火山が噴火したことで命を落とした。
アルフォード
リトリー王国第2騎士隊所属の兵士。ライラの侍女を務めていた老婆の孫で、ひょんなことからライラと出会い、互いに惹かれていく。
祖母から「愛する人に贈れ」と渡された腕輪をライラに贈るが、身分違いの恋であることを自覚しており、式の当日、国境でガルディア帝国相手の戦闘中に火山が噴火したことがきっかけで、腕輪を渡した日に彼らを見つけてしまった同僚らによってライラの元へ送り出され、崩壊しかかった宮殿で共に命を落とした。

## 併録作品

### 私の大切なもの♥
2000年『りぼん』夏のびっくり大増刊号に掲載。
クラスメイト・新井航に片思い中の、愛川柚は、ある日階段から落ちたことが原因で「物を浮かせる」という超能力を得た。それを知るのは親友・操ちゃんだけ。
階段から落ちた柚を庇って負傷した航はバスケ部の期待の星で、いつもマネージャーの芳賀さんが気を配っている。彼女は、航がレギュラーになれるか決まる大事な練習試合の前に怪我をする原因になった柚を目の敵にしていた。能力をコントロールできない柚は、その大事な試合に力を使ってしまい、ゴールをアシストしてしまう。
それ以来、操と2人で能力を制御するための特訓を重ね、ほとんど制御することが出来るようになった。しかし、車に轢かれかけた猫を助ける際に力を使ったところを芳賀に目撃されてしまう。そんなある日、航から「日曜日、空いてる？」と誘われて…。

### 天使のラブソング
『りぼんオリジナル』2000年12月号に掲載。
高校1年生の飯塚恭子は、友人達と来たカラオケボックスで、食べたケーキに含まれていたアルコールが原因で酔っ払っていた。そしてアルコールを飛ばすためトイレに行き、出てきたところで中学の後輩・小倉昌徳と再会した。
去年、合唱部部長だった恭子を悩ませていた、コンクールのための男声要員としてやってきたのが、合唱部の後輩が片思いしている相手でバレー部員の昌徳だった。恭子と昌徳は好きなバンドが一緒だったり、お互いに話しやすかったこともあって、よく一緒にいるようになったが、彼に片思いしている後輩のこともあって、「恋」と自覚する前に「弟みたいな存在」と切り捨ててしまった過去があった。
そんな相手が、再会翌日に「受験の下見」と称して高校を訪れ、さらに「勉強を教えてほしい」と頼んできたため、2人は放課後に落ち合って勉強するようになった。しかし、ある日の勉強を終えた後、公園で歌っていた恭子と昌徳は、恭子にとってはひどい思い出しかない相手である先輩に見つかってしまう。

## 書誌情報
『プルサティアの伝説』（2001年4月18日、ISBN 4-08-856277-1）